# Debenhams
Debenhams è una catena di grande distribuzione organizzata britannica che ha negozi nel Regno Unito, in Irlanda e Danimarca, ed altri in franchise in altre nazioni. L'azienda è stata fondata nel diciottesimo secolo come negozio singolo a Londra, crescendo negli anni in centosessanta filiali. È quotato presso la London Stock Exchange e fa parte del FTSE 250 Index.

## Storia
L'azienda è stata fondata nel 1778 da Flint e Clark che iniziarono il proprio commercio presso il 44 di Wigmore Street a Londra, aprendo un negozio di drappeggiatori con il nome Flint & Clark. Nel 1813 William Debenham divenne partner dell'azienda ed il nome dell'attività fu cambiato in Clark and Debenham. Nel 1818 l'azienda aprì un secondo negozio a Cheltenham e nel 1851 Clement Freebody si unì alla soscietà ed il nome fu nuovamente cambiato, questa volta in Debenham & Freebody. L'azienda fu infine ribattezzata in Debenhams Limited nel 1905.
L'attività continuò a crescere negli anni successivi, grazie all'acquisizione di vari grandi magazzini in molte città del Regno Unito, sotto la guida di Ernest Debenham, presidente dell'azienda. Il primo di questi acquisti, Marshall & Snelgrove ad Oxford Street a Londra, fu effettuato nel 1919. La maggior parte dei negozi acquisiti conservarono la propria identità precedente, finché l'azienda non decise di promuovere un'operazione di unificazione dell'immagine dei negozi del gruppo. nel 1928 la compagnia fu quotata per la prima volta presso la London Stock Exchange.
Nel 1985 la compagnia è stata rilevata dal gruppo Burton. Debenhams si separò dal gruppo nel 1998 e fu nuovamente quotato come società autonoma presso London Stock Exchange. La compagnia viene ampliata sotto la guida di Belinda Earl che viene nominata nuovo amministratore delegato nel 2000.
Il 4 settembre 2003, Debenhams apre il suo più grande negozio presso il centro commerciale Bull Ring a Birmingham, esattamente venti anni dopo aver chiuso l'originale centro Bebenhams della città per il cattivo andamento degli affari.
La società è stata acquistata di nuovo alla fine del 2003 questa volta da un consorzio privato che comprende CVC Capital Partners, Texas Pacific Group, Merrill Lynch Global Private Equity e management. la compagnia è ritornata presso il London Stock Exchange nel 2006.
Nel novembre 2009, la compagnia ha rilevato il gruppo di grande distribuzione danese Magasin Du Nord.
Nell'ottobre 2010, la compagnia ha lanciato un'applicazione per iPhone, che permette agli utilizzatori di fare shopping online.
Nel 2018 Debenhams ha annunciato una perdita netta di 491 milioni di Pound, la chiusura di cinquanta negozi e il possibile licenziamento di 4.000 dipendenti. Il 9 aprile 2019 la società è entrata in amministrazione controllata e ha annunciato la chiusura di altri 22 punti vendita. Il 9 aprile 2020 Debenhams è entrata nuovamente in amministrazione controllata adducendo come ragioni anche la pandemia di Coronavirus. Con l'annuncio la compagnia ha chiuso con effetto immediato ulteriori 11 negozi in Irlanda, 7 nel Regno Unito e annunciato la chiusura di altri 5 punti vendita nel Regno Unito.